# YouTube Music
YouTube Music és una aplicació mòbil desenvolupada per YouTube; proporciona una versió personalitzada del servei orientada a la transmissió de música, que permet als usuaris navegar pels vídeos musicals de YouTube en gèneres, llistes de reproducció i recomanacions. El servei s'integra amb el servei de subscripció YouTube Red, que permet una reproducció lliure d'anuncis i d'àudio.
L'aplicació està disponible a Austràlia, Nova Zelanda, Mèxic, Corea del Sud i dels Estats Units.

## Història
L'aplicació YouTube Music es va donar a conèixer l'octubre de 2015 i es va publicar el mes següent; el seu llançament va arribar al costat de la presentació de YouTube Red, un servei de subscripció més gran que cobreix tota la plataforma de YouTube, inclosa l'aplicació de música. Tot i ser redundant amb l'existent Google Play Music el servei de subscripció All Access, l'aplicació està dissenyada per a usuaris que consumeixen principalment música a través de YouTube.
El 17 de maig de 2018, YouTube va anunciar una nova versió de l'aplicació YouTube Music, que inclouria un reproductor d'escriptori i una aplicació mòbil redissenyada, recomanacions més dinàmiques basades en diversos factors i l'ús de la tecnologia d'intel·ligència artificial de Google per buscar cançons basades en lletres i descripcions. A més, YouTube Music es convertirà en un servei de subscripció diferent (posicionat com a competidor més directe de Apple Music i Spotify), oferint una transmissió gratuïta de música i continguts musicals a YouTube. El servei continuarà inclòs com a part del servei de YouTube Red, que s'està tornant a anomenar com a YouTube Premium, però estarà disponible per separat a un preu inferior d'US $9,99 que el de YouTube Premium (el preu és augmentat per als nous subscriptors) que coincideix amb els dels seus competidors.

## Característiques
L'aplicació permet als usuaris navegar i reproduir tots els vídeos orientats a la música a YouTube. La disponibilitat de música inclou molts dels llançaments dels artistes de tendència majoritària i s'estén a qualsevol vídeo classificat com a música al servei de YouTube. Les cançons juguen a través dels seus videoclips on sigui aplicable. Els subscriptors de YouTube Red poden canviar a un mode d'àudio únic que es pot reproduir en segon pla mentre l'aplicació no està en ús.